# Alexandru Spiroiu
Alexandru Spiroiu (n. 1857 – d. 1889) a fost un medic român. A făcut studii de farmacologie asupra medicației antipiretice în febra tifoidă cu doze mari de chinină (1882). El este unul dintre întemeietorii vechii „Societăți a studenților în medicină”. Spiroiu a publicat studiul „Superioritatea vieții sociale asupra vieții individuale” (1879).